# Епархия Масана
Епархия Масана (лат. Dioecesis Masanensis) — епархия Римско-Католической церкви с центром в городе Масан, Южная Корея. Епархия Масана входит в митрополию Тэгу.

## История
15 февраля 1966 года Римский папа Павел VI выпустил буллу Siquidem catholicae, которой учредил епархию Масана, выделив её из епархии Пусана.

## Ординарии епархии
- епископ Стефан Ким Су Хван (1966—1968);
- епископ Йосеп Чан Бён Хва (1968—1988);
- епископ Микаель Пак Чон Иль (1988—2002);
- епископ Франциско Хавьер Ан Мён Ок (2002 — по настоящее время).